# Mayetia smithi
Mayetia smithi är en skalbaggsart som beskrevs av Schuster 1961. Mayetia smithi ingår i släktet Mayetia och familjen kortvingar. Inga underarter finns listade i Catalogue of Life.